# Piper pavimentifolium
Piper pavimentifolium är en pepparväxtart som beskrevs av William Trelease. Piper pavimentifolium ingår i släktet Piper och familjen pepparväxter. Inga underarter finns listade i Catalogue of Life.